# Mihajlo Živić
Mihajlo (Mihael, Mihaelo) Ivanov Živić (Sikirevci, 23. rujna 1899. – Osijek, 14. travnja 1942.). Bio je hrvatski kipar. Djelovao je u Osijeku u razdoblju između dvaju svjetskih ratova.

### Mladost i školovanje
Mihajlo Živić rođen je 23. rujna 1899. godine, u selu Sikirevci pokraj Slavonskog Šamca. U ranom djetinjstvu njegova obitelj se preselila u Osijek, gdje je završio osnovnu školu i četiri razreda gimnazije. Po završetku srednje škole, 1916. godine, upisao se u mušku učiteljsku školu u Osijeku. Na početku Prvog svjetskog rata unovačen je u vojsci Austro-Ugarske Monarhije. Poslan je na talijansku frontu, gdje je bio teško ranjen. Nakon rata vratio se u Osijek i ondje 1919. godine završio Učiteljsku školu. Osim u Austro-Ugarskoj Monarhiji, služio je i u vojsci Kraljevine SHS i Kraljevine Jugoslavije, a posljednji put je unovačen 1941. godine u redovima Hrvatskog domobranstva.
Osječko gradsko poglavarstvo je 13. siječnja 1920. godine postavilo Mihajla Živića kao namjesnog učitelja u Donjeg gradu u Osijeku. U toj službi je bio kratko, tek jedno polugodište. Iste te godine je premješten u Vrbanju, gdje je radio kao privremeni učitelj niže pučke škole sve do 1923. godine.
Dana 1. ožujka 1923. godine Živić je upisao Kraljevsku Akademiju za umjetnost i obrt u Zagrebu. Školovao se zahvaljujući financijskoj potpori Odjeljenja za prosvjetu Pokrajinske uprave za Hrvatsku i Slavoniju.  Godine 1924. upisan je u školu za kiparstvo kod prof. Rudolfa Valdeca. U akademskoj godini 1924./1925. upisuje kiparsku školu, također kod prof. Valdeca. Idući semestar 1925./1926. godine upisan je u kiparsku školu kod prof. Roberta Frangeša Mihanovića. Godine 1926. odobren mu je upis u specijalnu kiparsku školu Ivana Meštrovića, koju je pohađao dvije godine. Studij na Kraljevskoj akademiji za umjetnosti i umjetni obrt u Zagrebu Živić je završio 30. lipnja 1928. godine.

### Prva izložba
U rujnu 1924. godine Živić je otvorio svoj prvi atelijer, u osječkoj pučkoj školi u Donjem gradu. Tada je prvi put privukao pažnju na svoj rad, a iste godine sudjelovao je na velikoj izložbi članova Umjetničke sekcije Kluba hrvatskih književnika i umjetnika u Osijeku. Izložba je bila održana u Županijskoj palači u Osijeku s više od 260 izloženih slika i 7 skulptura. Opisana je kao najveća do tada održana izložba u Osijeku. Živić je na izložbi sudjelovao kao jedini kipar, prvi put izlažući svoje radove. Tada je još bio  student na drugoj godini Akademije. Recenzije nastupa mladog kipara, objavljene u osječkim dnevnim listovima, bile su pozitivne. Radovi koje je izložio bili su: Torzo, Bo mrtve lire, Autoportret, Bol, Studija, Portret djevojčice i Prkos. Milenko Đurić u listu Straža istaknuo je Živića kao najdarovitijeg i umjetnički „najdotjeranijeg“ među mlađim umjetnicima. Grad Osijek otkupio je za svoju vijećnicu hvaljeni Živićev Torzo, skulpturu na kojoj se najbolje vidi utjecaj Ivana Meštrovića na Živićevo kiparstvo. Danas su sačuvane tri njegove skulpture s te izložbe, a to su Torzo i Autoportret koji se nalaze u Muzeju likovnih umjetnosti u Osijeku te Bol, danas u Gliptoteci HAZU u Zagrebu.

### Meštrović kao uzor
Pozivanje na Meštrovićev uzor najizrazitije je u Živićevim najranijim djelima (poput studentskih radova Torzo i Bol iz 1924. godine) koji demonstriraju preuzimanje mnogih karakterističnih elemenata Meštrovićeva kiparskog stila – njegovu specifičnu morfologiju i stilizaciju, način komponiranja figure i geste tijela, plastičnu anatomiju, pa i način oblikovanja fizionomije. U nekim radovima, međutim – ponajprije u reljefnim portretima – nazire  se drugačiji stilski izričaj, u odmaku od prepoznatljive Meštrovićeve stilske morfologije. Osim kiparskog, i Živićev crtački stil razvijao se pod Meštrovićevim utjecajem. 
Iako je bio svjestan Meštrovićeva utjecaja na vlastito stvaranje, status Meštrovićeva epigona, koji mu je već za života nametala kritika, za Živića je bio frustrirajući.

### Studijska putovanja
Nakon završenog studija, Živić kreće na studijska putovanja: 1928. godine odlazi u Francusku, u Pariz, a 1929. godine u Italiju, u Firencu. Oba putovanja su utjecala na njegovo stvaralaštvo, pa se tako u njegovim ženskim aktovima i portretima nazire utjecaj talijanske renesanse. Najviše „renesansnih“ ili klasicizirajućih kvaliteta posjeduje Živićev Portret kćerke (Glava djevojčice) iz Muzeja likovnih umjetnosti u Osijeku.

### Crteži
U Muzeju likovnih umjetnosti u Osijeku nalazi se više Živićevih crteža i skica iz različitih vremenskih perioda, s različitim stilskim i kvalitativnim osobinama. Najznačajniji je niz od dvadesetak stilsko-morfološki ujednačenih crteža i skica, uglavnom u tehnici krede ili  ugljena, koji otkrivaju Živićevo modernističko likovno promišljanje. Na tim crtežima vidljiv je utjecaj njegova mentora Ivana Meštrovića.

### Prva samostalna izložba
Mihajlo Živić se nakon završetka studija na Umjetničkoj akademiji u Zagrebu 1928. godine vratio u Osijek. U svom atelijeru u osječkom Donjem gradu napravio je u manje od godinu dana velik broj radova – portreta, poprsja i kompozicija. U svibnju 1929. godine u Osijeku je postavio svoju prvu samostalnu izložbu. Jedan od prvih radova u atelijeru u Donjem gradu bio je portret Stjepana Radića, a izradio ga je u rujnu 1928. godine. Živić je bio Radićev pristalica, a kao student je 1928 godine sudjelovao u masovnim demonstracijama u Zagrebu povodom atentata na Stjepana Radića i zastupnike Hrvatske seljačke stranke u beogradskoj skupštini u lipnju iste godine. Iz tih razloga ga je policija dva puta privela i zatvorila.
Živićeva prva samostalna izložba izazvala je vrlo veliki interes osječke javnosti. Osim što je bila važna za Živićevu osobnu umjetničku afirmaciju, ona ujedno predstavlja značajnu, pa i prijelomnu točku etabliranja osječkoga međuratnog kiparstva. Naime, tu se izložbu bilo najavljivalo i opisivalo kao prvu kiparsku izložbu u Osijeku. Prvi puta je osječka publika tada imala priliku vidjeti isključivo kiparska djela, nastala rukom jednoga – i to domaćega, osječkog autora. Do tada su se na različitim skupnim izložbama priređivanim u Osijeku skulpture izlagale uvijek u podređenoj ulozi i broju u odnosu na uz njih izložena prevladavajuća slikarska djela.
Nenaviknuta na slične umjetničke priredbe, osječka publika i autori novinskih izvještaja i recenzija o Živićevoj izložbi, bili su fascinirani upravo znatnim brojem skulptura i još više njihovim velikim, monumentalno doživljenim dimenzijama. Isticane su gigantske i čvrste forme, a napomenuto je i kako „ima skulptura do dva metra visokih“.
 

To je bila i jedina Živićeva samostalna izložba, ali i jedina samostalna kiparska izložba u Osijeku u narednom razdoblju. To dovoljno govori o recepciji skulpture, odnosno uvjetima, potrebama i mogućnostima grada i sredine u kojoj su egzistirali osječki kipari između dvaju svjetskih ratova. Izložba je svečano otvorena 14. svibnja 1929., u dvorani na drugom katu škole u Jägerovoj ulici, uz nazočnost uglednih gostiju iz političkog i kulturnog miljea grada i regije. Živić je izložio tridesetak nedavno nastalih skulptura, uglavnom radova u patiniranoj sadri. Borac, Glad, Muški akt, Kavkazac, Ženski akt, Pastir, Majka i dijete, Ruka, Dravska vrata, Tigar, Mesija, Ženska glava, Dijete, nadalje portretne biste S. Radića, V. Muačevića, prof.  J. Bruna, F. Sudarevića i dr. M. Hanžekovića.  Opširni osvrt na izložbu u afirmativnom tonu i s kratkim osvrtom na pojedine radove, napisao je za Hrvatski list Ivan Žilić;
„U svojoj prevelikoj čednosti ili možda u prirođenoj strogosti prema vlastitim sinovima Osijek i ne sluti, da je iz njegove sredine, i to baš donjogradske podravačke sredine, nikao jedan kiparski talenat, koji je u slavnoga Ivana Meštrovića kao svoga učitelja pobudio sveopću i živu pažnju. (...) Ako se cijela izložba obujmi jednim pogledom, sigurno dobivate impresiju, da ste u pariškom »Salonu« na jednoj svjetskoj izložbi. Jer Živić iako je Osječanin, on je svjetski umjetnik željan napretka i razvitka“.
Muški akt Glad (danas u Muzeju likovnih umjetnosti) ukazuje na snažan utjecaj Ivana Meštrovića i pripada Živićevu doslovnom nasljedovanju djela iz Meštrovićeve ranije stvaralačke faze odnosno ciklusa vidovdanskih junaka. Naslovom Glad Živićeva skulptura poprima posebno simboličko značenje i postaje znakom umjetnikova osobnog protesta. Gubeći idejnu vezu s junačkim Meštrovićevim figurama, ostvaruje povezanost sa suvremenim kontekstom socijalno angažirane umjetnosti toga vremena. Godina u kojoj djelo nastaje, vremenski se poklapa s osnivanjem grupe Zemlja (1929.), ali i sa Živićevim osobnim životnim nedaćama, jer je nakon završetka studija, od 1928. do 1930., bio bez posla. Ogorčen, o tom je razdoblju svoga života kasnije zapisao: “Borio sam se za svoj opstanak kroz ove dvije godine vrlo gorko. (...) S malom plaćom, oženjen, gladovao sam koricu kruha – u strahu da me ne premjeste, zašutio sam.”
Živićevu izložbu vidjelo je preko 1500 posjetitelja, a zbog velikog zanimanja i vrlo dobre posjećenosti, bila je produljena do 27. svibnja. U dnevnom tisku tada je u više navrata isticano kako Živić nakon ove svoje izložbe odlazi u Južnu Ameriku, u Čile, gdje namjerava nastaviti svoj rad. Za put u južnu Ameriku Živić je od osječkoga gradskog poglavarstva zatražio novčanu pomoć u iznosu od 20 do 30.000 dinara. U pismu od 5. lipnja 1929., upućenom osječkom gradonačelniku dr. Vjekoslavu Henglu, Živić ističe kako je osječkom Gradskom muzeju poklonio veliki reljef J. J. Strossmayer te da je veliku kompoziciju po originalnom modelu Glad ostavio muzeju u pohranu, a kompoziciju Kavkazac gradskom poglavarstvu ostavio na ogled, više puta naglašavajući kako obje radnje predstavljaju neprocjenjivu vrijednost. Za ove dvije svoje skulpture koje je, zapravo, gradu Osijeku želio ostaviti kao svojevrstan zalog, molio je honorar u gore naznačenom iznosu: „Čašću se obvezujem ako me Bog poživi da ću se što brže vratiti svojoj rodnoj grudi i njoj sav kult svojega stvaranja posvetiti. Molim od svoje grude za ona dva velika kipa moralni honorar od 25 – 30 tisuća din, a sin Vaš ako Bog da darivati će svojoj grudi još i više!“ Subvencija mu je bila odobrena, ali u puno manjem iznosu od onoga koji je zatražio.
Najavljivani Živićev veliki odlazak iz Osijeka ipak nije bio ostvaren. Živić najvjerojatnije tada, kao ni kasnije, nije poduzeo to putovanje. U kolovozu se 1929. oženio, a u prosincu sudjelovao na još jednoj osječkoj izložbi. U ožujku 1930. zabilježeno je njegovo djelovanje u Osijeku, a krajem te godine dobio je i namještenje na Građanskoj školi u Osijeku.

### Izložbe i umjetničko djelovanje (1929. – 1939.)
Klub hrvatskih književnika i umjetnika u Osijeku od Živića je povodom svoje dvadesetogodišnjice postojanja naručio izradu reljefnih portreta za spomen-ploče Josipu Jurju Strossmayeru, Dragutinu Neumanu i Anti Evetoviću koje su postavljene 1929. godine u Osijeku i Valpovu, te za spomen-ploču Franji Sudareviću, postavljenu 1932. godine u Osijeku. Biskupova spomen-ploča postavljena je na pročelje zgrade Osječke oblasti. To je bio prvi spomenik biskupa u njegovu rodnu gradu i najveći Živićev reljef.  
Nekoliko mjeseci nakon prve izložbe, u prosincu 1929., Živić izlaže svoja djela na skupnoj izložbi likovnih umjetnika u Osijeku. U ožujku 1930. izložio je monumentalno poprsje Nikole Pašića u Hotelu Tomislav u Osijeku te u oktogonu osječkog velesajma. Nakon toga svoje je skulpture ukrcao na čamac te se iz Osijeka otisnuo Dravom i Dunavom do Dalja, Novog Sada i Beograda, priredivši izložbe u usputnim destinacijama. Pedeset svojih radova predstavio je 1930. godine na izložbi u sklopu IX. Osječkog jesenskog velesajma. Iste godine sudjelovao je na izložbi Udruženja jugoslavenskih učitelja u Beogradu. Godine 1932. sudjeluje na izložbi koju organizira Likovna sekcija Društva za unapređenje nauke i umjetnosti u Osijeku, gdje je i sam Živić bio član odbora. Iste godine izlaže svoja djela i u Beogradu na Proljetnom salonu umjetničkog udruženja Cvijete Zuzorić. Godine 1934. izlaže na petoj izložbi likovne sekcije Društva za unapređenje nauke i umjetnosti u Osijeku, a  iduće godine na sedmoj izložbi istog društva. Tih godina izrađuje nekoliko portretnih plaketa za obitelj Karađorđević. Krajem 30-ih godina, sudjeluje na velikoj izložbi Pola vijeka hrvatske umjetnosti u Zagrebu, što mu je ujedno bilo i posljednje sudjelovanje na nekoj izložbi.

### Portreti
Prema raspoloživom katalogu Živićevih djela, koji zbog izgubljenih i nestalih radova nije cjelovit, portretna skulptura po broju izvedenih radova zauzima značajno mjesto. Uobičajena podjela prema stupnju plastičnosti, na punu plastiku i reljef, za Živićevu portretnu skulpturu ima dodatno značenje: za razliku od portreta u punoj plastici, gotovo svi veliki, u reljefu oblikovani Živićevi portreti, rađeni su s namjerom postavljanja u javnom gradskom prostoru, u funkciji spomenika. U njegovu pristupanju portretu, kao tematskoj odrednici i likovnom zadatku, mogu se, međutim, utvrditi dva glavna, stilsko-morfološki bitno različita načina. Prvi se zasniva na realističkom pristupu i mimetičkom oblikovanju fizionomije kao standardu portretnoga žanra, a drugi karakterizira sklonost sažimanju i blagoj geometrijskoj stilizaciji.
To ponajbolje pokazuju portreti Dragutina Neumana i Tomáša Masaryka, te plaketa Stjepan Radić. Koliko je poznato, sudeći prema sačuvanim radovima, Živić ovaj način oblikovanja nikada nije priveo radikalnijem geometrijskom sažimanju forme, niti ga je primjenjivao pri oblikovanju fizionomija na punoj portretnoj plastici. Zasebnoj kategoriji portretne plastike pripada, u kamenu klesan, vrstan ženski portret (Glava djevojke) iz Muzeja likovnih umjetnosti u Osijeku.

### Medalje i plakete
Uz slobodno stojeće figure, portrete u punoj plastici i reljefe, Živićev kiparski rad obuhvaćao je, u manjoj mjeri, i medaljerstvo. Sačuvano je nekoliko njegovih radova u toj kiparskoj disciplini. Oni se tematski i sadržajno razlikuju, a obuhvaćaju portretne medalje i plakete ili one koje obilježavaju rad pojedinih osječkih udruga ili sportskih klubova.
Pored dviju portretnih plaketa kraljevske obitelji Karađorđević, iz 1929. i 1935., Živić je oko 1929. godine napravio portretnu plaketu Stjepan Radić. Radićev portret na plaketi nosi odlike novoga i drugačijega pristupa u Živićevu oblikovanju, koji karakterizira blago geometrizirajuće sažimanje.
Živić je 1930. godine primio narudžbu Osječkog boksačkog kluba za plakete s prikazom boksača, a iz 1931. godine sačuvana je plaketa s likom nogometaša, posvećena desetogodišnjici postojanja Osječkog sportskog kluba Hajduk. Zanimljivo je da se u Živićevoj privatnoj kolekciji nalazila slika Nogometna utakmica Omera Mujadžića, iz 1929., koja je danas u Muzeju likovnih umjetnosti u Osijeku. Godine 1933. izradio je plaketu povodom 10. obljetnice osnutka Hrvatskoga glazbenog i pjevačkog društva Frankopan iz Osijeka.

### Osijek (1929. – 1942.): Neostvarena umjetnička karijera
Otežani temeljni materijalni uvjeti opstanka i borba za pripadajuća radna prava, naporno i mučno nošenje s birokratskim aparatom i razočaranja u uređivanju profesorskog statusa, a, konačno, i nedostatnost narudžbi za izvedbe skulptura, krajnje su otežavali Živićev stvaralački rad i onemogućavali mu umjetničku egzistenciju. Što se tiče učiteljskog posla, ranije godine službe mu nisu priznate, te je postavljan na niže položaje, što je uvelike utjecalo na njegova primanja. Tek 1937. bio je unaprijeđen u učitelja vještina (crtanja) u Građanskoj školi. Pored učiteljskog posla bavio se kolekcionarstvom, a sudjelovao je i u osnivanju i radu Arheološkog kluba Mursa u Osijeku. 
Život mu je završio nesretno i naprasno, umro je od trovanja krvi. Sahranjen je na starokatoličkom groblju u Osijeku.